# 相模川ふれあい科学館
相模川ふれあい科学館（さがみがわふれあいかがくかん）は、神奈川県相模原市中央区水郷田名にある相模川の魚を飼育・展示する相模原市立の科学館である。かながわの博物館50選、かながわの建築物100選に選ばれている施設でもある。

## 施設
- 流れのアクアリウム
- 湧水と小川のアクアリウム
- タッチング水槽
- 両生類水槽
- タナゴ水槽
- 回遊魚水槽
- 相模湾水槽
- CGシアター
- お魚ぬりえ

## 所在地
- 〒252-0246 神奈川県相模原市中央区水郷田名1-5-1

## 交通
- JR相模原駅・淵野辺駅・橋本駅・上溝駅からバスで「ふれあい科学館前」下車  徒歩3分
- 無料駐車場あり